# Хасуда
Хасуда (яп. 蓮田市 Хасуда-си) — город в Японии, находящийся в префектуре Сайтама. Площадь города составляет 27,27 км², население — 62 283 человека (1 августа 2014), плотность населения — 2283,94 чел./км².

## Географическое положение
Город расположен на острове Хонсю в префектуре Сайтама региона Канто. С ним граничат города Сайтама, Окегава, Агео, Куки и посёлки Ина, Сираока.

## Население
Население города составляет 62 283 человека (1 августа 2014), а плотность — 2283,94 чел./км². Изменение численности населения с 1980 по 2005 годы:
| 1980 | 45 594 чел. |  |
| 1985 | 53 991 чел. |  |
| 1990 | 59 706 чел. |  |
| 1995 | 63 920 чел. |  |
| 2000 | 64 386 чел. |  |
| 2005 | 63 474 чел. |  |

## Символика
Деревом города считается Benthamidia florida, цветком — кувшинка.